# Sibylla
|  | Denne artikel er oprettet af botten PalnaBot ud fra en ekstern database. Den kan derfor have sproglige fejl eller mangler. Denne skabelon kan fjernes efter kontrol af indholdet. |

Sibylla er en film instrueret af Knud Vesterskov, Ulrik Al Brask.

## Handling
En melankolsk, tableau-agtig skildring af Sibyllas sidste one-man show. Gennem ridserne i overfladen anes sibyllernes ilde varsler om ulykker, der vil komme. I en musikalsk billedstrøm udforskes videoens og filmens syntese.